# CKAC

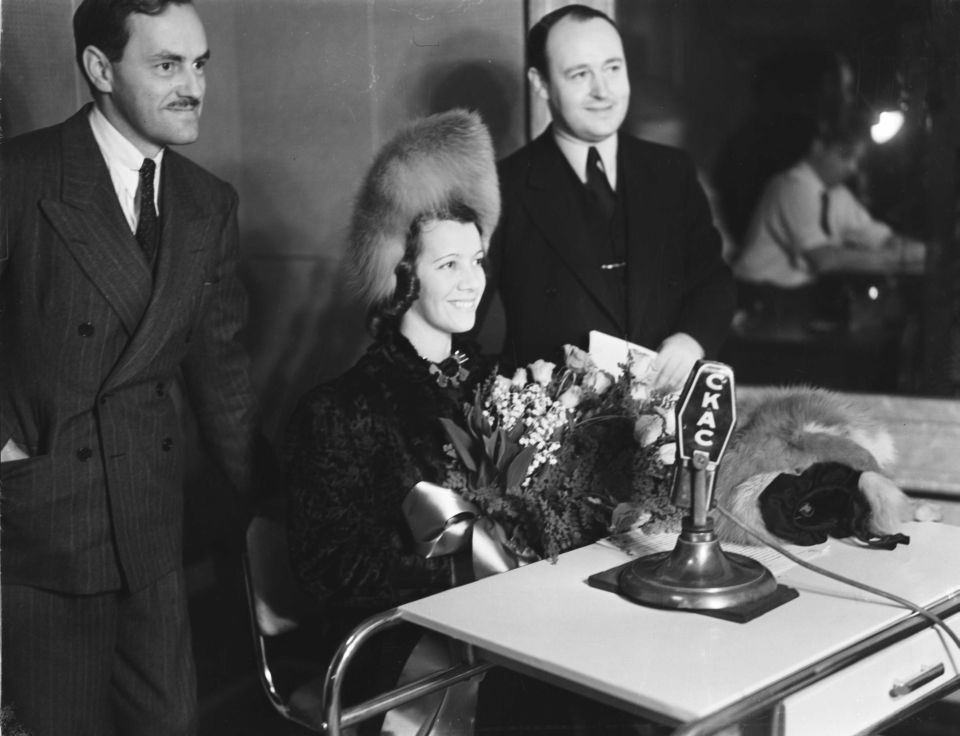
Lily Pons en entrevue (30 septembre 1939).

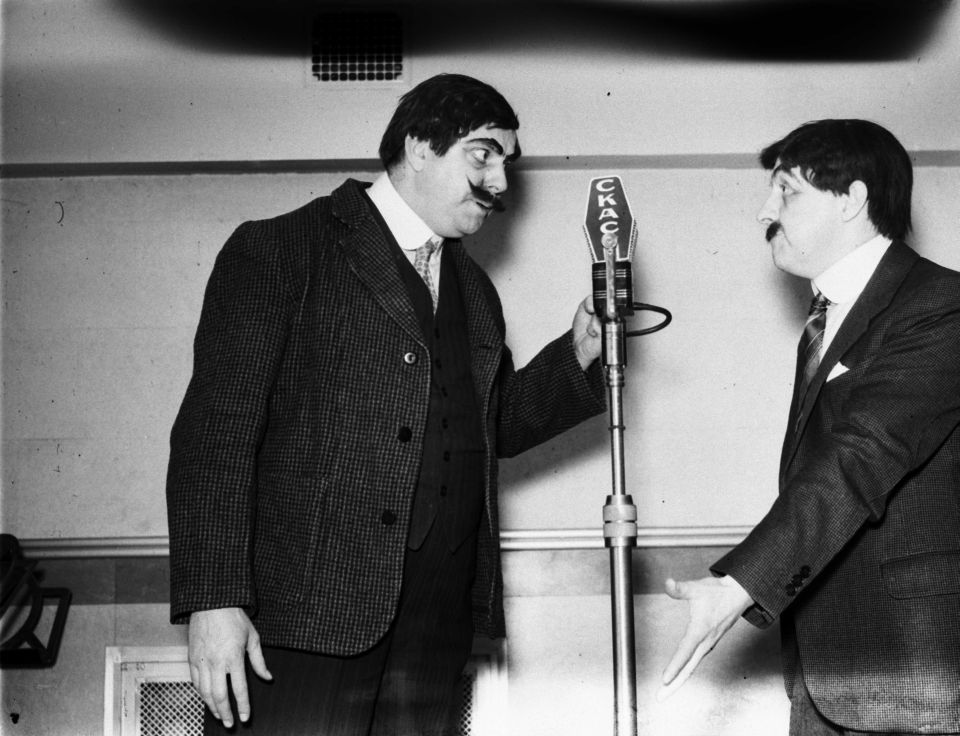
Feuilleton radiophonique Nazaire et Barnabé (19 février 1941).

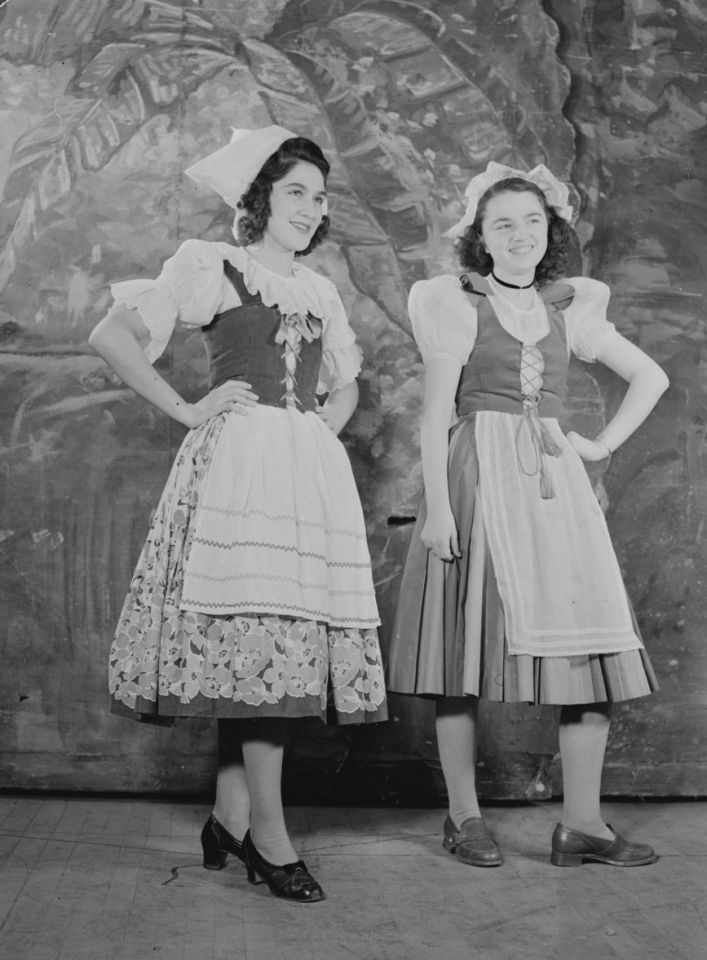
Deux jeunes filles, en costume folklorique, participent à l'enregistrement de l'émission Radio Petit Monde sur les ondes de CKAC le 6 janvier 1943.

CKAC est une station de radio AM de Montréal au Québec qui diffuse actuellement sous le nom de Radio Circulation 730 (précédemment CKAC 730, CKAC sports). Propriété de Cogeco Média, elle diffuse de l'information en temps réel sur la circulation routière de 6 h à minuit (pré-matinale du lundi au vendredi de 4 h 30).
Cette station de classe A diffuse sur la fréquence 730 kHz avec une puissance de 50 kW via un émetteur situé à Saint-Joseph-du-Lac qui pointe vers l'est de Montréal. Le signal est reçu même depuis Ottawa et Québec sans problèmes.

## Format
Radio Circulation 730 diffuse « la circulation en tout temps » aux cinq minutes, 24 heures par jour, entrecoupée par des pauses publicitaires mises en ondes par un système automatisé. Aussi, pendant les heures de diffusion en direct, la station offre aux 15 minutes un bulletin nommé « Circulation Montréal », qui a remplacé un bulletin de météo. Deux animateurs travaillent ensemble, sauf tôt le matin et tard le soir. En studio, les animateurs ont accès aux images des caméras de surveillance de Transports Québec et de la Ville de Montréal (plus de 170).

## Histoire
CKAC fut la première radio francophone d'Amérique du Nord et fut fondée par le journal La Presse le 3 mai 1922. Elle commença à émettre des programmes régulièrement à partir du 20 septembre 1922, soit moins d'un an après Radio Tour Eiffel (qui diffusa régulièrement à partir du 24 décembre 1921).

### Création de CKAC
Le quotidien La Presse annonça la création de CKAC le 3 mai 1922 avec le journaliste et technicien Jacques-Narcisse Cartier, soit quelques années après la création de la radio anglophone CFCF de Montréal (l'une des premières au monde à diffusion régulière). L'inauguration officielle de CKAC (Canada Kilocycle America-Canada) eut lieu le 2 octobre 1922 avec un concert. À la création de la station en 1922, il y avait seulement 2 000 récepteurs radios au Québec.
Au démarrage de CKAC, en 1922, l'émetteur était situé sur le toit du quotidien La Presse, rue Saint-Jacques au centre-ville de Montréal. 
Médéric Martin, en 1924 pour les élections municipales de Montréal, et Mackenzie King, pour les élections fédérales en 1925, font usage de ses ondes pour s'adresser directement à leur électorat. En janvier 1925, CKAC diffusa son premier match de hockey sur glace entre les Canadiens de Montréal et les Bruins de Boston.
Joseph-Arthur Dupont devient le directeur de programmes pour l'est du Canada.
En 1929, la station s'affiliait au réseau CBS, ce qui lui permit de diffuser des concerts de grand orchestres américains. La même année, la station de radio créa son propre orchestre qui se produit lors de concerts qui furent repris sur les stations américaines deux fois par semaine jusqu'en 1933. Elle conservera son affiliation avec CBS jusqu'à la fin des années 1940.
C'est aussi à cette époque, durant la Grande Dépression des années 1930, que Juliette Béliveau, Gratien Gélinas, Hector Pellerin, Rolland Bédard et Ovila Légaré firent leurs débuts à la radio dans les premiers radioromans diffusés au Québec par CKAC dès 1935, notamment dans Le Curé du village de Robert Choquette.
Le 14 juillet 1933, CKAC diffusa le rapatriement des cendres de Calixa Lavallée — le compositeur de hymne national « Ô Canada ». Elle diffusa également le 7 novembre 1935 l'entretien entre Lomer Gouin et Maurice Duplessis, qui discutèrent pendant une heure de la fusion annoncée de l'Action libérale nationale et du Parti conservateur du Québec qui formeront l'Union nationale.
En 1944, CKAC attirait 126 700 auditeurs par semaine, comparativement à 122 000 pour Radio-Canada, le radio-diffuseur public. La mesure des cotes d'écoutes est maintenant possible grâce au nouveau Bureau of Broadcast Measurement (BBM). Lors de la Seconde Guerre mondiale, la station transmettra quotidiennement des nouvelles sur la guerre : Henri Letondal, Ferdinand Biondi et Roger Baulu prêtèrent leurs voix pour informer l'auditoire sur les événements tragiques qui survenaient en Europe.
En 1947, Raymond Lévesque y interpréta ses premières chansons à l'âge de quinze ans.
En 1950, CKAC diffusait 24 heures sur 24 et la puissance de l'émetteur fut augmentée pour passer à 10 000 watts le jour, la puissance restant inchangée la nuit à 5 000 watts. Le site d'émission de CKAC était situé à Saint-Hyacinthe de janvier 1929 à mars 1958.
Du 1er octobre 1950 à 1970, le cardinal Paul-Émile Léger récite le chapelet dans son émission le « Chapelet en famille » diffusée depuis la cathédrale Marie-Reine-du-Monde. Ce programme fut si populaire et la progression de l'audience si forte, que la concurrence demanda en vain de diffuser à son tour le programme.
Dans les années 1950, Jen Roger faisait la promotion des artistes québécois par le biais de son émission « Le Palmarès des chansons ». En 1953, CKAC a reçu la médaille de l'Académie française.
Le 13 mars 1958, un nouvel émetteur directionnel pointant vers l'Est de Montréal au moyen de deux tours fut mis en place à Saint-Joseph-du-Lac (à l'Ouest de l'île de Montréal), ce qui permit de relever la puissance à 50 000 watts. À cette époque, ceci était tout à fait exceptionnel pour une station de radio privée, seule la station publique Radio-Canada/CBC étant dans cette situation.
CKAC émet encore de nos jours depuis Saint-Joseph-du-Lac (aux abords du Lac des Deux-Montagnes) à la fréquence 730 kHz.
En 1960, la station remit le Grand prix du disque canadien à Michel Louvain. Janette Bertrand anima l'émission Mon mari et nous pendant plusieurs années. Un sondage réalisé par CKAC en 1961 indiqua que l'opinion publique était favorable à la création d'une loterie provinciale.
Roger Lebel s'inspirait des radios américaines en lançant des discussions ouvertes sur les ondes. En 1965 et 1966, Pierre André Viau animait l'émission Plein air et camping qui portait (surprise!) sur le camping. Le manifeste du FLQ fut lu sur les ondes de la CKAC lors de la Crise d'octobre 1970.
Réjean Tremblay était l'éditorialiste de la salle de nouvelles. Le journaliste Jean-Pierre Charbonneau et l'animateur Michel Desrochers travaillaient eux aussi pour la station. Jacques Proulx animait « Les Prouesses du matin » en semaine de 6 h à 9 h. Collaboraient notamment à cette émission Jacques Morency (nouvelles), Jacques Lebrun (météo) et Yves Létourneau (sports). Des émissions de fin de matinée étaient animées entre autres par Ghislaine Paradis et Robert Toupin, puis par Serge Laprade et plus tard par Suzanne Lévesque. Le retour à la maison était animé par Louis-Paul Allard. CKAC accordait aussi une grande place à l'humour avec des pastilles comme « Le tourbillon de l'actualité » (Claude Landré), « Le monde à l'envers » (Marcel Béliveau), « Les insolences d'un téléphone » (Yvan Ducharme suivi de Tex Lecor) et « Le coin du Newfie » (Louis-Paul Allard). L'émission « Le Festival de l'humour québécois » avec Louis-Paul Allard, Roger Joubert, Tex Lecor et Pierre Labelle (remplacé ensuite par Benoit Marleau) fut diffusé pendant plus de dix ans (1974-1995) tous les samedis à 10 h. Michel Viens animait l'émission d'affaires publiques « Le premier jour » les dimanches matins.

### Rachat par Télémédia
En 1968 CKAC, toujours propriété du journal La Presse, fut vendue à Télémédia à la suite du rachat du journal par Power Corporation.
En 1972, CKAC 730 devint le diffuseur officiel de l'équipe de baseball des Expos de Montréal (devenue les Nationals de Washington en 2004). Jacques Doucet fut engagé par le réseau Télémédia pour commenter les parties. En 1977, la station sœur CITE-FM fut ouverte sur la bande FM.
1979, la journaliste Jocelyne Cazin devient la première femme au Québec à couvrir les faits divers
Dans les années 1980, Jean Brulotte fut le reporter sur la circulation.
Rodger Brulotte anima les matchs des Expos à partir de 1986 et Claude Charron présentait les nouvelles régulières. André Pratte travaillait également à la station. Pierre Pascau animait « L'informateur » dans les années 1980.
René Lévesque, qui avait été journaliste avant d'entrer en politique, termina sa carrière à CKAC aux côtés de Jacques Proulx, peu avant son décès en 1987. André Arthur fut nommé pour le remplacer.
Jacques Proulx fut un chef d'antenne populaire et largement reconnu au Québec. Il avait pour collaborateurs Yves Létourneau (sports), Michel Viens (nouvelles), Claude Picher (économie), Jocelyne Cazin (première femme aux faits divers), Denis Ferland (politique), etc.
Pierre Bouchard (ancien joueur de défense du Canadien de Montréal) animait l'émission « Les Amateurs de Sports. »

### L'ère Radiomédia
CKAC rencontra des difficultés financières à la suite de l'explosion du marché publicitaire et de la multiplication des canaux, notamment à la télévision. Pour contrer ces difficultés, Radiomédia mutualisa les programmes de ses six stations AM afin de constituer un réseau le 30 septembre 1994. Radiomédia participa au capital de CKAC à hauteur de 50 % aux côtés de Télémédia pour former Radiomutuel.
La radio résista alors mieux face à la concurrence, notamment grâce à la force de son signal qui est plus élevé.
La journaliste Nathalie Petrowski animait l'émission « Le décompte de l'actualité ». La tempête de verglas de 1998 reçut une large couverture médiatique. De plus, Gilles Proulx anima « Le journal du midi » de 1994 à 2001.
En 2002, Radiomédia fut rachetée par Astral Media et la grille des programmes mise en place était la suivante :
- de 6 h à 9 h 30, Jacques Fabi animait « Montréal le matin » avec plusieurs collaborateurs;
- de 9 h 30 à 11 h 30, Guy Simard animait « Opinions »;
- de 11 h 30 à 13 h, Pierre Trudel animait « Les Héritiers de la gloire »;
- de 13 h à 16 h, le psychiatre Pierre Mailloux animait « Mailloux à l'écoute » en compagnie de Janine Ross;
- de 16 h à 18 h, Michel Villeneuve animait « Les amateurs de sports »;
- de 18 h à 19 h 30, c'était « Les amateurs de sports en ligne » avec Christian Gauthier;
- de 19 h 30 à 20 h 30, Jean Chartrand animait « Sports et loisirs d'aujourd'hui »;
- La soirée se termine avec Ron Fournier qui anime l'émission « Bonsoir les sportifs » depuis 1987. Les soirs de matchs de hockey, la programmation habituelle cède le pas à Martin MacGuire et Danny Dubé pour la présentation et l'analyse du match, suivi de l'émission de Ron Fournier.

Les autres animateurs de CKAC étaient Serge Plaisance, Roger Drolet, André Pelletier, Jean-Charles Lajoie, Jérémie Rainville, Rodger Brulotte et Martin Lemay.
L'avenir de la station est remis en doute en raison du déclin de l'audience de la radio AM, un certain nombre d'auditeurs se tournant vers la Première Chaîne de Radio-Canada (CBF-FM diffusée au 95,1 FM).
Le 2 septembre 1999, Astral Media racheta l'ensemble du réseau Radiomutuel avec l'accord du CRTC.
Astral chercha un nouveau repreneur après être devenu son propriétaire via Radiomutuel.

### L'ère Corus
Québecor et RNC Media souhaitaient acheter la station, mais leurs offres sont bloquées par le CRTC pour éviter une trop grande concentration de la propriété des médias. En septembre 2003, un autre consortium composé par Gaétan Morin et Sylvain Chamberland proposa ensuite de reprendre la station, mais il se retira en janvier 2004 à la suite de la démission des journalistes Paul Arcand (pour 98,5 FM à Montréal) qui couvrait le matin et de Jean Lapierre qui couvrait les après-midi de la station.
Finalement en mars 2004, Corus Entertainment offrit d'acheter CKAC et les autres stations Radiomédia d'Astral pour le prix de 11 millions de dollars. Le CRTC approuva enfin cette transaction, qui fut effective en janvier 2005. Radiomédia est alors rebaptisée Corus Québec.
L'intention de Corus Québec était au départ de fermer la salle de nouvelles de la CKAC afin de réduire ses coûts et réorienter son contenu vers les sports et la santé. Cela fit réagir ses auditeurs, qui perçoivent le contenu traditionnel de CKAC comme une « institution culturelle québécoise. »
Un appel est lancé devant le gouvernement fédéral canadien pour annuler l'achat par Corus Québec, mais la salle de nouvelles ferma officiellement le 30 mai 2005 et fut transférée vers Info 690. Puis, la station fut critiquée pour ses chroniques sur la sexualité à heures de grande écoute. À la suite de ces changements, CKAC continua à perdre des auditeurs pour tomber à moins de 500 000 auditeurs selon un sondage BBM.
Le 1er mars 2007, CKAC annonça qu'à compter du 2 avril 2007, la station deviendrait une radio consacrée aux sports.
Collaborateurs à l'antenne de 2007 à 2011 : Rodger Brulotte, Christian Tortora, Pierre Vercheval, Yvon Pedneault, Dany Dubé, Francis Millien, Jacques Demers, Benoît Dutrizac, Charles-André Marchand, Pat Burns, Martin McGuire et Michel Bergeron.
CKAC Sports fut le diffuseur officiel de 2007 à 2011 (avant un report sur l'antenne du 98,5 FM) :
- des Canadiens de Montréal (club de la Ligue nationale de hockey);
- de l'Impact de Montréal (club de la United Soccer Leagues);
- des Alouettes de Montréal (club de football);
- du Club de hockey junior de Montréal (club de la Ligue de hockey junior majeur du Québec));
- des Carabins de l'Université de Montréal (club de la Ligue de football universitaire du Québec).

### L'ère Cogeco: Radio Circulation 730 AM
Le 30 avril 2010, Cogeco annonça l'achat de l'ensemble des stations de Corus Québec pour 80 millions de dollars et la transaction fut approuvée par le CRTC le 17 décembre 2010. Cogeco prit alors le contrôle de CKAC sports ainsi que de l'ensemble des stations de radio de Corus Québec le 1er février 2011. À la suite de ce rachat, Corus Québec sera renommée Cogeco diffusion.
Le 17 mai 2011, Cogeco conclut une entente avec le Ministère des Transports du Québec afin de créer deux stations dédiées à la circulation dans l'agglomération de Montréal, l'une en français et l'autre en anglais, sur les fréquences 690 AM et 940 AM. Ces deux fréquences furent mises hors-service à la fin de janvier 2010 par Corus Québec. Mais les tours de transmission faisaient également partie de la transaction d'achat de Cogeco. Selon les termes du contrat, le ministère mettra les caméras de circulation à la disposition de Cogeco et investira 1,5 million de dollars par année par station jusqu'en 2014.
À la suite de l'opposition à la demande de licence de diffusion pour deux stations de radio AM dédiés à la circulation, Cogeco a retiré ses demandes de licence. Le CRTC lança alors le 29 juillet 2011 un appel de demandes pour l'utilisation des deux fréquences 690 kHz et 940 kHz.
Ne pouvant honorer sur ces fréquences le contrat avec le Ministère, Cogeco décida de mettre fin à la vocation sportive de CKAC sports le 2 septembre 2011 à 10 h et de la transformer dès le mardi 6 septembre 2011 en « tout-circulation » et de diffuser l'état de la circulation et des travaux routiers de la grande région de Montréal toutes les cinq minutes et météo prévisions toutes les quinze minutes (pendant les heures de diffusion en direct), avec des annonceurs en direct sur les ondes de 4 h 30 (en semaine) et 6 h (week-ends / vacances) à 1 h.
Depuis 2014, la diffusion en direct prend fin à minuit. La nuit, la station diffuse des informations préenregistrées sur les entraves des chantiers routiers. Lors de la transformation de CKAC en station consacrée exclusivement à la circulation routière, la majorité de la programmation sportive a été transférée en soirée au 98,5 FM.
Entretemps, Cogeco déposa au CRTC une demande pour créer une station de circulation anglophone qui fut rejetée en novembre 2011, privant ainsi Cogeco d'un revenu potentiel de 1,5 million de dollars par année.

### Épidémie de Covid-19
La programmation de CKAC 730 AM en format « circulation en tout temps » a été suspendue le 31 mars 2020, une conséquence de la Pandémie de Covid-19 au Québec. Pendant quelques semaines, le 730 AM relaye le signal de la station montréalaise CHMP-FM, mieux connu sous le nom de 98,5 FM, une autre station du groupe Cogeco Média.

### Identité visuelle (logotype)

Logo de la CKAC à partir de 1931.
Logo de CKAC 730 de 1994 à 2005.
Logo de CKAC de 2005 à 2007.
Logo de CKAC sports de 2007 à 2010.
Logo de CKAC depuis 2011.

## Animateurs
- Guylaine Delorme (5 jours par semaine)
- Daniel Evans (5 jours par semaine)
- Frédérique Marie (5 jours par semaine)
- Michel Caron (5 jours par semaine)
- Maxime Lachance (surnuméraire)
- Philippe Laguë (4 jours par semaine)
- Daniel Leduc (5 jours par semaine)
- Michel Ménard (surnuméraire)
- Brigitte Mondor (surnuméraire)
- Pierre Olivier (surnuméraire)
- Pierre Shapiro (surnuméraire)
- Jeffrey Subranni (surnuméraire)
- Chantal Lavoie (surnuméraire)
- Lucie Besse Razac (surnuméraire)
- Pierre-Michel Le Breton (surnuméraire)
- Zachariel Cossette-LeBlanc (surnuméraire)
- Carl Marchand (surnuméraire)
- Paul Therrien (surnuméraire)

### Articles Connexes
- CHMP-FM 98,5 FM Montréal